# Zborul 143 al Air Canada
Zborul 143 al Air Canada cunoscut sub numele de Gimli Glider, a fost un zbor canadian regulat de pasageri între Montréal și Edmonton care a rămas fără combustibil sâmbătă, 23 iulie 1983, la o altitudine de 12.500 m, la jumătatea zborului.

## Incident
La 22 iulie 1983, Air Canada Boeing 767 C-GAUN a fost supus unor verificări de rutină în Edmonton. Tehnicianul a găsit un FQIS (senzor pentru nivelul de combustibil) defect, așa că a dezactivat canalul defect și a făcut o intrare în jurnalul de bord. În dimineața următoare, căpitanul John Weir și copilotul Donald Johnson au fost informați despre problemă. Deoarece FQIS funcționa acum pe un singur canal, a fost efectuată o citire cu joja⁠(d) pentru a obține o a doua măsurare a cantității de combustibil. Weir a convertit citirea de la centimetri la litri la kilograme, constatând că aceasta era în concordanță cu FQIS. Avionul a zburat la Toronto și apoi la Montreal fără vreun incident.
La Montreal, căpitanul Robert "Bob" Pearson și primul ofițer Maurice Quintal au preluat comanda avionului pentru zborul 143 către Ottawa și Edmonton. În timpul predării, Weir i-a spus lui Pearson că există o problemă cu FQIS, iar Pearson a decis să ia suficient combustibil pentru a zbura spre Edmonton fără a realimenta în Ottawa. Între timp, un tehnician de aviație a intrat în cabina de pilotaj și a citit jurnalul de bord. În timp ce aștepta camionul cu combustibil, el a activat canalul defect și a efectuat un autotest FQIS. Cu atenția distrasă de sosirea camionului cu combustibil, a lăsat canalul activat după ce FQIS nu a trecut testul. Pearson a intrat în cabina de pilotaj pentru a găsi FQIS-ul gol, așa cum se aștepta.
După ce a luat o măsurătoare cu sonda, Pearson a convertit citirea din centimetri în litri în kilograme. Cu toate acestea, el a făcut calculul folosind cifra de densitate a combustibilului pentru avioane în lire/litru din fișa de realimentare a Air Canada, utilizată pentru toate celelalte aeronave din flotă, în loc de kilograme/litru pentru aeronava 767 complet metrică, care era nouă în flotă. Deoarece FQIS nu era operațional, el a introdus citirea în computerul de management al zborului, care urmărea cantitatea de combustibil rămasă în kilograme. Avionul a zburat fără probleme până la Ottawa, unde a fost luată o altă măsurătoare cu picurător și convertită folosind densitatea în livre/litru. Deoarece avionul părea să aibă suficient combustibil pentru a ajunge la Edmonton, la Ottawa nu a fost încărcat combustibil.
În timp ce zborul 143 zbura deasupra Red Lake, Ontario⁠(d), la 41 000 de picioare (12 500 m), puțin după ora 20:00 (ora României), sistemul de avertizare⁠(d) din cabina de pilotaj al aeronavei a sunat, indicând o problemă de presiune a combustibilului pe partea stângă a aeronavei. Presupunând că o pompă de combustibil⁠(d) s-a defectat, piloții au oprit alarma, știind că motorul poate fi alimentat prin gravitație în zbor orizontal. Câteva secunde mai târziu, alarma de presiune a combustibilului a sunat și pentru motorul drept. Acest lucru i-a determinat pe piloți să devieze spre Winnipeg.
Motorul stâng a cedat în câteva secunde, iar piloții au început să se pregătească pentru o aterizare cu un singur motor. În timp ce își comunicau intențiile controlorilor din Winnipeg și încercau să repornească motorul stâng, sistemul de avertizare din carlingă a sunat din nou cu sunetul "toate motoarele oprite", un "bong" ascuțit pe care nimeni din carlingă nu-și amintea să-l fi auzit înainte. Motorul din dreapta s-a oprit câteva secunde mai târziu, iar avionul 767 a pierdut toată puterea. Zborul cu toate motoarele oprite nu era preconizat să se întâmple niciodată, așa că nu fusese niciodată abordat în cadrul instruirii. În plus față de problemele echipajului și ale controlorilor, transponderul⁠(d) avionului a cedat, oprind funcția de raportare a altitudinii și forțând controlorii să revină la radarul primar⁠(d) pentru a urmări avionul.
767 a fost unul dintre primele avioane de linie care a inclus un sistem electronic de instrumente de zbor⁠(d), care funcționa pe baza energiei electrice generate de motoarele cu reacție ale aeronavei. Odată cu oprirea ambelor motoare, sistemul s-a oprit, iar majoritatea ecranelor au devenit goale, rămânând doar câteva instrumente de zbor de urgență alimentate de la baterii. Deși acestea furnizau informații suficiente pentru aterizarea aeronavei, instrumentele de rezervă nu includeau un indicator al vitezei verticale care ar fi putut fi utilizat pentru a determina cât de mult poate planarea aeronavei.
La Boeing 767, suprafețele de control sunt atât de mari încât piloții nu le pot mișca doar cu ajutorul forței musculare. În schimb, sunt utilizate sisteme hidraulice pentru a multiplica forțele aplicate de piloți. Deoarece motoarele furnizează energie pentru sistemele hidraulice, în cazul unei pene de curent complete, aeronava a fost proiectată cu o turbină cu aer comprimat care iese dintr-un compartiment situat sub partea inferioară a avionului 767 și acționează o pompă hidraulică pentru a furniza energie sistemelor hidraulice.
În conformitate cu devierea planificată spre Winnipeg, piloții coborâseră până la 35.000 de picioare (10.700 m) când al doilea motor s-a oprit. Aceștia au căutat în lista lor de verificare în caz de urgență secțiunea referitoare la zborul aeronavei cu ambele motoare oprite, însă au constatat că nu exista o astfel de secțiune. Căpitanul Pearson era un pilot de planor⁠(d) cu experiență, deci era familiarizat cu tehnici de zbor rar utilizate în zborurile comerciale. Pearson trebuia să piloteze avionul 767 la viteza optimă de planare pentru a avea o rază maximă de acțiune și, prin urmare, cea mai mare varietate de locuri posibile de aterizare. Estimând cel mai bine această viteză pentru 767, el a pilotat aeronava la 220 de noduri (410 km/h; 250 mph). Prim ofițerul Quintal a început să calculeze dacă ar putea ajunge la Winnipeg. Quintal a folosit altitudinea de la unul dintre instrumentele mecanice de rezervă, în timp ce distanța parcursă a fost furnizată de controlorii de trafic aerian din Winnipeg, măsurată de ecoul radar al aeronavei observat la Winnipeg. În 10 mile marine (19 km; 12 mi), aeronava a pierdut 1.500 m (5.000 picioare), ceea ce a dat un raport de planare⁠(d) de aproximativ 12:1 (avioanele cu planor dedicat ating rapoarte de 50:1 până la 70:1).
Pe măsură ce aeronava încetinea în apropierea aterizării, puterea redusă generată de turbina cu aer comprimat a făcut ca aeronava să fie din ce în ce mai greu de controlat. În lipsa puterii principale, piloții au folosit o coborâre gravitațională pentru a coborî trenul de aterizare și a-l bloca în poziție. Trenul principal s-a blocat în poziție, însă nu și roata din față. Eșecul blocării acestei roți s-a dovedit ulterior a fi un avantaj întâmplător după aterizare pentru siguranța celor aflați pe pista transformată.
Pe măsură ce avionul se apropia de pistă, piloții și-au dat seama că se apropia prea sus și prea repede, crescând probabilitatea ca 767 să iasă de pe pistă. Lipsa de presiune hidraulică a împiedicat extinderea flapsurilor/slaturilor care, în condiții normale, ar fi redus viteza de staționare a aeronavei și ar fi crescut coeficientul de portanță al aripilor, pentru a încetini avionul în vederea unei aterizări în siguranță. Piloții au luat în considerare pentru scurt timp o întoarcere de 360° pentru a reduce viteza și altitudinea, dar au decis că nu aveau suficientă altitudine pentru această manevră. Pearson a decis să execute o alunecare înainte pentru a crește rezistența la înaintare și a reduce altitudinea. Această manevră, efectuată prin "încrucișarea comenzilor" (aplicarea cârmei într-o direcție și a eleronului în cealaltă direcție), este utilizată în mod obișnuit la planoare și aeronave ușoare pentru a coborî mai repede fără a crește viteza de înaintare; este rar utilizată la avioanele de linie cu reacție mari, în afara unor circumstanțe rare precum cele din acest zbor. Alunecarea înainte a perturbat fluxul de aer pe lângă turbina cu aer comprimat, ceea ce a redus puterea hidraulică disponibilă; piloții au fost surprinși să constate că aeronava reacționa lent la redresare după alunecarea înainte.
Cu ambele motoare complet lipsite de combustibil, avionul nu a făcut aproape niciun zgomot în timpul apropierii. Astfel, oamenii de la sol nu au fost avertizați de aterizarea improvizată și au avut puțin timp să fugă. În timp ce avionul planor se apropia de pista dezafectată, piloții au observat că erau băieți care mergeau pe bicicletă la mai puțin de 300 m de punctul de impact proiectat.
Doi factori au contribuit la evitarea dezastrului: eșecul trenului de aterizare din față de a se bloca în poziție în timpul căderii gravitaționale și o balustradă de protecție instalată de-a lungul centrului pistei recondiționate pentru a facilita utilizarea acesteia ca pistă de curse de drag. Pearson a frânat brusc imediat ce roțile au atins pista, derapând și spulberând rapid două dintre pneurile avionului. Roata din față, care nu era blocată, s-a prăbușit și a fost forțată să revină în locașul său, ceea ce a făcut ca botul avionului să se lovească de sol, să ricoșeze și apoi să răzbată pe sol. Această frecare suplimentară a contribuit la încetinirea avionului și l-a împiedicat să se prăbușească în mulțimea din jurul pistei. Pearson a acționat frâna dreaptă suplimentară, ceea ce a făcut ca trenul principal de aterizare să treacă pe lângă balustradă. Zborul Air Canada 143 s-a oprit definitiv la sol la 17 minute după ce a rămas fără combustibil.
Nu s-au înregistrat răni grave în rândul celor 61 de pasageri sau al persoanelor de la sol. Deoarece botul aeronavei s-a prăbușit pe sol, coada acesteia a fost ridicată, astfel încât au avut loc câteva răniri minore atunci când pasagerii au ieșit din aeronavă prin toboganele din spate, care nu erau suficient de lungi pentru a se adapta la înălțimea crescută. Concurenții și lucrătorii de pe traseu au stins cu extinctoare portabile un incendiu minor în zona botului.

## Investigație
Aviation Safety Board of Canada a raportat că managementul Air Canada a fost responsabil pentru "deficiențele corporative și de echipament". Raportul lor a lăudat echipajele de zbor și de cabină pentru "profesionalismul și priceperea" lor. Raportul a menționat că Air Canada "a neglijat să atribuie în mod clar și specific responsabilitatea calculării încărcăturii de combustibil într-o situație anormală". De asemenea, comisia de siguranță a declarat că Air Canada trebuie să păstreze mai multe piese de schimb, inclusiv piese de schimb pentru indicatorul defectuos al cantității de combustibil, în inventarul său de întreținere și să ofere piloților și personalului de alimentare cu combustibil o instruire mai bună și mai completă privind sistemul metric. Raportul final al investigației a fost publicat în aprilie 1985.

## Adaptare
Filmul de televiziune din 1995, Zborul 174 se bazează în mare măsură pe acest eveniment.
Serialul TV Mayday de pe Discovery Channel a acoperit accidentul într-un episod din 2008 intitulat "Gimli Glider". Episodul a prezentat interviuri cu supraviețuitori, inclusiv Pearson și Quintal, și o reconstituire dramatică a zborului.